# 透明龍頭魚
透明龍頭魚，又稱透明鐮齒魚，為輻鰭魚綱仙女魚目合齒魚亞目合齒魚科的其中一種，分布於印度西太平洋區的阿拉弗拉海、澳洲西北部及巴布亞紐幾內亞海域，棲息深度1-75公尺，體長可達70公分，為底棲性魚類，生活在海灣及河口區，屬肉食性，生活習性不明。